# Колорадо Спрингс
Колорадо Спрингс (на английски: Colorado Springs) е вторият по население (след Денвър) град в щата Колорадо, Съединените американски щати.
Градът се намира в окръг Ел Пасо, в географския център на щата Колорадо, на 109 km на юг от Денвър и има население от 478 221 души през 2019 г. Той е разположен на изток от един от най-високите върхове на Скалистите планини – Пайкс Пийк (4300 m), като привлича около 6 милиона туристи годишно.
Градът е основан през август 1871 г. от генерал Уилям Палмър, ветеран от гражданската война.
Градът е кандидат за зимните олимпийски игри през 1956 г., но губи от Кортина д'Ампецо.

## Личности
Родени в Колорадо Спрингс
- Дороти Меткалф-Линденбургер (р. 1975), астронавтка
- Толкът Парсънс (1902 – 1979), социолог
- Джон Ромеро (р. 1967), програмист